# Slaget ved Kvistrum Bro
Slaget ved Kvistrum Bro er navnet på en træfning ved Kvistrum Bro i Bohuslen i Sverige, den 29. september 1788 under den såkaldte Tyttebærkrig. Kampen stod mellem et dansk-norsk armékorps på omkring 7.500 mand under kommando af prins Carl af Hessen og en mindre svensk forsvarsstyrke på omkring 1.000 mand under generalmajor Carl Hierta. Kampen blev afgjort til dansk-norsk fordel på cirka tre kvarter, hvorefter omtrent 800 svenskere blev taget som krigsfanger. Tabstallene var på norsk side seks døde og 18 sårede, medens de svenske tab var fem dræbte og 62 sårede. De fleste svenske krigsfanger blev frigivet dagen efter.